# Ischioloncha rondonia
Ischioloncha rondonia är en skalbaggsart som beskrevs av Martins och Maria Helena M. Galileo 2003. Ischioloncha rondonia ingår i släktet Ischioloncha och familjen långhorningar. Inga underarter finns listade i Catalogue of Life.